# Open-Production
Open-Production, „Open Manufacturing“ oder „Offene Produktion“ ist ein neues Modell der Wertschöpfung, in welchem physische Objekte auf Basis von Offenheit, Kollaboration, Vernetzung und Digitalisierung entwickelt und hergestellt werden. Das Modell übernimmt Prinzipien von Open-Design und Open-Source.
Offene Herstellung kombiniert folgende Elemente: Neue Methoden und Werkzeuge (wie z. B. 3D-Druck), neue Bewegungen wie z. B. Maker, neue Institutionen, Netzwerke und Plattformen zur Herstellung und Produktion (wie z. B. guupis oder FabLabs), sowie Open-Source Methoden, Software und Protokolle.
Die digitale Modellerstellung sowie Computersteuerung der Produktionsprozesses durch Open-Source-Software und Open-Source-Hardware ist ebenfalls ein zentrales Charakteristikum.
Die zugrundeliegende Philosophie entspringt der Open-Source-Bewegung, mit dem Unterschied, dass die Herstellung von physischen Produkten im Vordergrund steht. Der Begriff ist an das Konzept der Demokratisierung der Technologie angelehnt und wird unter anderem durch Maker-Kultur, DIY-Ethik und Graswurzelinitiativen wie die Hackerspaces verkörpert.
Der Wissenschaftler Michel Bauwens definiert Offene Herstellung als „die Erweiterung von Peer-Produktion auf die Welt der physischen Produktion“.
Redlich und Bruns definieren „Offene Produktion“ als „eine neue Form der Koordination von Produktionssystemen, gekennzeichnet durch ein überlegenes System der Koordination von Informationen und Materialflüssen zwischen den Stakeholdern im Herstellungsprozess“. Diese Form der Koordination umfasst die gesamte Bandbreite der Wertschöpfungskette von physischen Gütern wie Entwicklung, Herstellung, Vertrieb, Betreuung.
Ein Positionspapier der Europäischen Kommission positioniert den Begriff in der Nähe zu Sozialer Innovation, Open-Source-IKT und Herstellung.

## Beispiele
- guupis, eine deutschsprachige Open-Production-Plattform zur Entwicklung und Herstellungen von Hard- und Software-Produkten durch ein Netzwerk aus Experten.
- Open Source Ecology, ein Projekt zur Konstruktion und Herstellung von Industriemaschinen auf Open-Source Basis.
- RepRap, ein sich selbst kopierender Open-Source 3D-Drucker.
- Sensorica, eine Organisation zur Entwicklung von Hardware Produkten.